# Giacomo Matteotti
Giacomo Matteotti (22. května 1885 Fratta Polesine, Benátsko – 10. června 1924 Řím) byl italský politik a publicista, který byl zavražděn v době nástupu fašistů k moci.
Pocházel z rodiny zámožného obchodníka a vystudoval práva na Boloňské univerzitě. Angažoval se v socialistickém a pacifistickém hnutí, za odpor proti účasti Itálie v první světové válce strávil tři roky ve vyhnanství na Sicílii. V roce 1919 byl zvolen poslancem za Italskou socialistickou stranu. V roce 1922, kdy stranu ovládla radikálně levicová frakce, byl vyloučen a stal se jedním z lídrů nově založené Sjednocené socialistické strany, za kterou byl v roce 1924 opět zvolen do parlamentu.
Patřil k hlavním kritikům Benita Mussoliniho, který byl od roku 1922 předsedou italské vlády. Vydal knihu Un anno di dominazione fascista, v níž poukazoval na teror černých košil vůči politickým odpůrcům, kritizoval machinace spojené s prodejem licence na těžbu ropy společnosti Sinclair Oil Corporation a 30. května 1924 vystoupil v parlamentu s proslulým projevem, v němž požadoval, aby byly pro četné podvody a zastrašování anulovány volby z dubna téhož roku, v nichž výrazně zvítězila pravicová koalice Lista Nazionale, vedená Národní fašistickou stranou.
10. června 1924 odpoledne byl Matteotti cestou do sněmovny přepaden na římské ulici skupinou pěti mužů, kteří ho násilím vtáhli do vozu. V následné rvačce s únosci byl Matteotti ubodán k smrti a jeho tělo bylo zahrabáno nedaleko vesnice Riano. Zmizení poslance vyvolalo skandál, při němž se od Mussoliniho odvrátila řada konzervativních stoupenců, avšak pokus o sesazení premiéra ztroskotal na nejednotnosti opozice. Bylo zahájeno vyšetřování, 16. srpna 1924 bylo nalezeno Matteottiho tělo. Jako pachatelé byli odhaleni stoupenci fašistické strany vedení Amerigem Duminim, důstojníkem tajné policie Ceka. Byli odsouzeni za zabití ke krátkým trestům odnětí svobody, které krátce nato král Viktor Emanuel III. amnestoval. V roce 1947 byl proces obnoven a padly v něm doživotní tresty.
Za objednavatele vraždy byl označen funkcionář fašistické strany Cesare Rossi, který byl odvolán z funkcí a donucen odejít do ciziny. Podíl Mussoliniho na smrti Matteottiho je nejasný – původně se od akce distancoval, ale v lednu 1925 vystoupil v parlamentu s projevem, v němž deklaroval osobní odpovědnost za politické násilí, které je v zájmu stability země.
Po Matteotim je v Itálii pojmenováno mnoho ulic a náměstí i cyklistický závod Trofeo Matteotti. Jeho rodný dům ve Fratta Polesine byl v roce 2012 přestavěn na muzeum. Režisér Florestano Vancini natočil v roce 1973 hranou rekonstrukci případu nazvanou Zločin na Matteottim, v níž hrál hlavní roli Franco Nero.
Syn Matteo Matteotti (1921–2000) byl známým socialistickým politikem a ministrem zahraničního obchodu v letech 1972 až 1974.